# Francesc Carulla i Ribera
Francesc Carulla i Ribera   (Barcelona, 24 de juliol de 1898 - Barcelona, 5 de setembre de 1959) va ser un escultor català. Va néixer a l'ex-vila de Gràcia de Barcelona, fill de Francesc Carulla Morell, de Tarroja (La Segarra) i de Teresa Ribera Morana, de Castelló de Farfanya (Urgell); va ser el segon de vuit germans.
Als catorze anys va entrar d'aprenent de modelat al taller de l'escultor Josep Maria Barnadas i Mestres, col·laborant amb molta obra escultòrica per al Monestir de Montserrat. Quatre anys més tard va col·laborar a l'empresa de foneria artística de bronze dels italians Bechini i Staccioli, per on van passar els millors escultors de l'època: Josep Llimona, Joan Borrell Nicolau, Manuel Fuxà, Frederic Marés, Enric Monjo, etc.
L'any 1916 va començar els estudis a l'Escola Llotja, de Barcelona, on va cursar les assignatures acadèmiques d'escultura. En concurs, va guanyar, amb la seva escultura Medusa, una borsa de viatge d'estudis per tot Espanya.
En esclatar la guerra del Marroc, va haver d'interrompre els seus estudis per complir el servei militar. Va marxar a cobrir baixes a Melilla, i va aprofitar la seva estada a l'Àfrica per continuar practicant les seves dots artístiques realitzant gran quantitat de dibuixos de paisatges, de personatges marroquins, soldats i composicions de guerra.
L'any 1925, junt amb els artistes graciencs Antoni M. Lairissa, Miquel Brasó i altres, formen el “Grup Pictòric” dins el Centre Moral Instructiu de Gràcia.
L'any 1926 es va casar amb Maria Serra Nualart, nascuda a Arenys de Mar. Van tenir quatre fills, el primer Francesc, també esdevé escultor, Maria Rosa, Antoni i Beatriu, nascuts a Barcelona. En el Museu Marès de la Punta, d'Arenys de Mar, es conserva un vestit de bateig que va ser dissenyat per Carulla Ribera i confeccionat per la seva esposa el 1927.
El sentiment important a la seva vida i que va inculcar als seus fills, va ser l'amor al país, Catalunya, el seu paisatge, les muntanyes, el mar, etc. Es va fer soci del Club Muntanyenc Barcelonès i del Club Excursionista de Gràcia. Carulla va fer un mapa en relleu de Catalunya, que la Generalitat, en plena guerra civil va adoptar com a element pedagògic i va distribuir-lo per totes les escoles del país. En la documentació que Carulla va adjuntar per presentar el mapa en relleu a la Generalitat el 1933 en descriu l'objectiu pel qual va fer-lo:
| «                  | La idea inicial per la seva construcció fou un fervent desig de conèixer la topografia catalana, ensems, el d’enfocar un treball basat en les modernes ensenyances pedagògiques de l’estranger, i també un esperit de patriotisme m’impulsa vers la seva realització, doncs per dissort a Catalunya falta crear obres d’aqueix caràcter, i també per creure seria de gran eficàcia reproduir i proporcionar-lo a les nostres escoles per estudiar geografia catalana | » |
| — Francesc Carulla | |   |

El model original va quedar dipositat a la Generalitat i durant la guerra, els tallers d'Olot que feien imatges religioses van ser col·lectivitzats i dedicats a fabricar objectes decoratius i material pedagògic, El Consell de l'Escola Nova Unificada va encarregar al taller olotí conegut com can Mató la producció de cent còpies del mapa en relleu de Carulla.
El seu estil és noucentista, així ho reflecteixen les seves obres. N'és un bon exemple la seva escultura en marbre Maternitat, que el 1934 va obtenir el segon premi a l'Exposició de Primavera patrocinada per la Junta d'Art de l'Ajuntament de Barcelona.
Durant la Guerra Civil espanyola, desconcertat i sense feina, es va presentar a unes oposicions per una plaça de professor de dibuix per a les escoles de la Generalitat. Va obtenir una plaça per impartir classe al Grup Escolar Mar i Cel de Barcelona.
El 1941, després de la guerra, com a soci del Foment de les Arts Decoratives(FAD), va col·laborar en la fundació de l'Agrupació d'Escultors del FAD i en va ser el primer secretari. El president del FAD, el decorador Santiago Marco, li va encarregar diverses escultures per al Monestir de Montserrat.
A l'Exposición Nacional de Bellas Artes que es va celebrar a Barcelona i a Madrid l'any 1944, va presentar les escultures La família i Salomé.
Després de la guerra, en què es va destruir bona part del patrimoni d'art religiós, Carulla Ribera va rebre molts encàrrecs per part d'esglésies del territori de Catalunya i algun altre per Espanya. Entre d'altres, va tallar imatges religioses per a Balsareny, Guissona i Sant Salvador de Tarroja.
Va morir a Barcelona el 5 de setembre de 1959, als 61 anys.

## Obres
- 1922 Bust de l'escriptor Josep Maria Folch i Torres (Museu Palau de Plegamans)
- 1923 Diversos dibuixos del Marroc en temps de guerra (paisatges, soldats, tendes, etc.)
- 1926 Exposició de trenta obres de vori (sala Parés de Barcelona)
- 1929 Projecte de monument al Fundador de la República Dominicana
- 1932 Mapa en relleu de Catalunya (Cartoteca de l'Institut de Cartografia de Catalunya)
- 1934 Maternitat (Exposició de Primavera, Barcelona)
- 1941 Mare de Déu de Montserrat, Àngel del dia, Àngel de la nit, Monjo del silenci, Ángel custodi (Sala Capitular del Monestir de Montserrat)
- 1944 La Família, Salomé (Exposició Nacional de Belles Arts, Barcelona i Madrid)
- 1949 Pessebre Monumental (Cottolengo del Padre Alegre, Barcelona)
- Del 1940 a 1956 Obra escultòrica religiosa per a múltiples encàrrecs. Les seves obres més significatives són: Sant Crist de talla per a l'església parroquial de Guissona; Sant Iu de talla, per a la basílica de la Mare de Déu de la Mercè, de Barcelona; la custòdia de Corpus de Berga —coneguda com la custòdia de la Patum—[4] i Verge Puríssima, per a l'església de L'Arboç.